# Márkó Futács
Márkó Futács (Budapest, 22 febbraio 1990) è un calciatore ungherese, attaccante del Balatonlelle.

## Caratteristiche tecniche
Centravanti, potente, molto forte fisicamente, sa creare spazi per i compagni, possiede un tiro potente ed è forte di testa. Non è né un giocatore veloce né bravo tecnicamente.

## Carriera

### Club
Cresce calcisticamente con l'III. Kerület squadra di Óbuda-Békásmegyer (terzo distretto della capitale magiara), segue una stagione al Ferencváros, dal 2006 al 2009 milita nelle giovanili del Nancy, con la quale disputa anche una stagione con la squadra B. Nel febbraio 2009 passa al Werder Brema vhe lo acquista e gli fa firmare il suo primo contratto da professionista, che durerà fino al giugno del 2011. Esordisce il 20 luglio 2009 nella Supercoppa di Germania vinta 2-1 contro il Wolfsburg, subentrando a Marcelo Moreno al 60º.
Il 26 agosto 2011, il Futács ha firmato un contratto di un anno con il Portsmouth, squadra del campionato , con un'opzione per un ulteriore anno. [4] [5] Ha esordito in campionato come sostituto nel finale nella sconfitta per 4–3 in casa del West Ham United nel settembre 2011. [6] Ha segnato il suo primo gol nell'ottobre 2011, nell'amichevole vinta 2-0 contro FC Rostov , squadra della Premier League russa . [7]
Ha segnato il suo primo gol in campionato al suo debutto da titolare nel dicembre 2011, in un pareggio esterno per 1–1 contro il Leicester City . Due giorni dopo, ha segnato il suo secondo gol per il club nella partita successiva contro il Watford . [9] [10] Nel gennaio 2012, dopo aver segnato due gol in quattro presenze, le sue prestazioni furono descritte come "impressionanti" e il Portsmouth annunciò che Futács sarebbe rimasto per una stagione extra dopo che il club aveva attivato una clausola nel suo contratto. Il 21 gennaio 2012, ha segnato il suo terzo gol per il club, quando il Portsmouth ha perso 3–2 contro il Cardiff City . Durante il periodo di trasferimento invernale, Celtic e Rangers hanno espresso interesse a ingaggiare Futács, con i Rangers che volevano che sostituisse Nikica Jelavić in partenza e il Celtic cercava un uomo-bersaglio. Nessuna mossa si è concretizzata prima della chiusura del termine per il trasferimento, e il Portsmouth desiderava mantenere il Futács come attaccante mentre considerava di restare con il Portsmouth Football Club per aiutarli a garantire la sopravvivenza nel campionato dopo che stavano perdendo un numero di giocatori chiave a causa di problemi finanziari.
Futács ha segnato il suo quarto gol per il club, quando il Portsmouth ha vinto 4-1 contro il Birmingham City il 20 marzo 2012, regalando al club la prima vittoria da quando è entrato in amministrazione. Il 14 aprile 2012, Futács ha sostituito Rekik al 76 'contro il Doncaster Rovers e ha segnato nei minuti di recupero guadagnando una vittoria per 4–3 per Pompey. [17] [18] Tuttavia, il Portsmouth fu retrocesso dalla Championship League, a causa di problemi finanziari.
Alla fine della stagione, Futács ha considerato di rimanere al Portsmouth Football Club con l'allenatore Appleton che ha affermato che Futács potrebbe svolgere un ruolo chiave al Portsmouth. Il 2 luglio, tuttavia, Futács ha deciso di lasciare il Portsmouth dopo che Appleton ha spiegato che il club non poteva offrirgli un contratto migliore, nel mezzo di un dissesto finanziario. Il 12 luglio, è stato rivelato che Futács era in trattative con Leicester City su una proposta di trasferimento dopo aver lasciato il Portsmouth.
Dopo un'esperienza con i turchi del Mersin I. Yurdu con 35 presenze e 4 reti, nella stagione 2016-17 passa al Hajduk Spalato, con cui conquista il titolo di miglior marcatore della Prva hrvatska nogometna liga grazie a 18 reti.
Il 12 ottobre 2021 da svincolato si accasa tra le file dell'Olimpia Lubiana. Passando già a gennaio all'MTK Budapest, appena retrocesso in seconda divisione. Dopo aver riconquistato subito la promozione in massima serie, arrivando alle spalle del Diósgyőr vincitrice del campionato. La stagione seguente non rientrando più nei piani tecnici, si svincola ufficialmente il 18 settembre.
Da svincolato, il 2 aprile 2024 si accasa all'Honvéd firmando un contratto fino al termine della stagione, con opzione per la stagione successiva. Al termine del campionato con cui non riesce ad esordire per via della scarsa condizione atletica dopo l'infortunio, da l'addio al calcio giocato. Un mese più tardi ci ripensa e firma un contratto annuale con il Balatonlelle, squadra dell'omonima cittadina sul lago Balaton militante in NBIII, terza serie magiara, scendendo di categoria.

### Nazionale
Ha preso parte al Campionato mondiale di calcio Under-20 2009.
Ha esordito in nazionale maggiore il 5 marzo 2014 nell'amichevole Ungheria-Finlandia (1-2).

## Statistiche

### Cronologia presenze e reti in nazionale
| Cronologia completa delle presenze e delle reti in nazionale ― Ungheria | Cronologia completa delle presenze e delle reti in nazionale ― Ungheria | Cronologia completa delle presenze e delle reti in nazionale ― Ungheria | Cronologia completa delle presenze e delle reti in nazionale ― Ungheria | Cronologia completa delle presenze e delle reti in nazionale ― Ungheria | Cronologia completa delle presenze e delle reti in nazionale ― Ungheria | Cronologia completa delle presenze e delle reti in nazionale ― Ungheria | Cronologia completa delle presenze e delle reti in nazionale ― Ungheria |
| Data                                                                    | Città                                                                   | In casa                                                                 | Risultato                                                               | Ospiti                                                                  | Competizione                                                            | Reti                                                                    | Note                                                                    |
| ----------------------------------------------------------------------- | ----------------------------------------------------------------------- | ----------------------------------------------------------------------- | ----------------------------------------------------------------------- | ----------------------------------------------------------------------- | ----------------------------------------------------------------------- | ----------------------------------------------------------------------- | ----------------------------------------------------------------------- |
| 5-3-2014                                                                | Győr                                                                    | Ungheria                                                                | 1 – 2                                                                   | Finlandia                                                               | Amichevole                                                              | -                                                                       | 64’                                                                     |
| 4-6-2014                                                                | Budapest                                                                | Ungheria                                                                | 1 – 0                                                                   | Albania                                                                 | Amichevole                                                              | -                                                                       | 46’                                                                     |
| 7-6-2014                                                                | Budapest                                                                | Ungheria                                                                | 3 – 0                                                                   | Kazakistan                                                              | Amichevole                                                              | -                                                                       | 81’                                                                     |
| Totale                                                                  |                                                                         | Presenze                                                                | 3                                                                       |                                                                         | Reti                                                                    | 0                                                                       |                                                                         |

## Palmarès

### Club

#### Competizioni giovanili
- Under-19 Bundesliga: 1

Werder Brema: 2009-2010

#### Competizioni nazionali
- Coppa d'Ungheria: 1

MOL Fehérvár: 2018-2019

### Individuale
- Capocannoniere del campionato croato: 1

2016-2017 (18 gol)